# Jimmy Blanton
Jimmy Blanton (5 de octubre de 1918 – 30 de julio de 1942) fue un contrabajista estadounidense de jazz conocido por ser un pionero del estilo pizzicato y por sus solos con el arco.
Inicialmente estudió el violín, y empezó a tocar el contrabajo mientras estudiaba en Tennessee State University, y tocando con la banda los Tennessee State Collegians entre 1936 y 1937, y durante sus vacaciones en los riverboat con Fate Marable. Su primer empleo a tiempo completo fue en St Louis con la Jeter-Pillars Orchestra. En 1939, se integra en la banda de Duke Ellington, donde permaneció dos años, antes de ser diagnosticado con tuberculosis.
Durante sus dos años con Ellington, Blanton impulsó el contrabajo como instrumento solista Sus innovaciones fueron tuvieron tanta importancia para la banda de Ellington y tanta repercusión en el mundo del jazz que, gracias también a la aoprtación del saxofonista Ben Webster, se llegó a llamarse la The Blanton–Webster Band.[cita requerida]
Aunque Blanton murió en 1942 a la edad de 23 años, su influencia se hizo notar durante dos décadas, en bajistas tan relevantes como Charles Mingus, Oscar Pettiford y Ray Brown.